# Леонтьев, Замятня Фёдорович
Замятня (Василий) Фёдорович Леонтьев — русский военный и государственный деятель в царствовование Михаила Фёдоровича и Алексея Михайловича, стольник, воевода и думный дворянин (1662). Представитель дворянского рода Леонтьевых.

## Биография
В 1616 году Замятня Фёдорович Леонтьев упоминается в чине стряпчего. В 1618 году Леонтьев попал в Список осадных сидельцев за события во время московского осадного сидения, за что в том числе ему была пожалована деревня Тарусово. В 1620-1622 годах был «ухабничим» при загородных поездках царя Михаила Фёдоровича и стоял рындой при приёмах крымского и датского послов. В 1625 году во время приёма кызылбашского посла Замятня Леонтьев был одним из стольников, которые подавали напитки за большой стол. В 1629 году сопровождал царя Михаила Фёдоровича в Троице-Сергиев монастырь, а на обратном пути в столицу, в селе Тонинском «смотрел в кривой стол». В 1631 году присутствовал при приёме шведского посла.
В 1634 году Замятня Фёдорович Леонтьев был назначен воеводой в Ржев (Ржеву Володимерову), отстоял город от нападения польско-литовских войск короля Владислава Вазы. В награду получил от царя Михаила Фёдоровича ковш и вотчину в Мещовском уезде. В 1635 году З. Ф. Леонтьев присутствовал при приёме литовского посольства, а при приёме кызылбашского посла «смотрел в кривой стол». В 1636 году «дневал и ночевал» при государевом дворе.
В 1638 году стольник Замятня Фёдорович Леонтьев был отправлен царем в Тулу в полк князя Ивана Борисовича Черкасского, был назначен ездить за ним. В 1639 году дневал и ночевал у гроба царевича Ивана Михайловича, а затем царевича Василия Михайловича. В 1640-1642 годах находился на воеводстве в Белгороде. В 1643 году был назначен полковым воеводой в Алатыре, в 1645-1648 годах находился на воеводстве в Севске. Ему был пожалован титул наместника кашинского для ведения переговоров с польскими межевыми судьями о пограничном размежевании. В 1645 году по царскому указу он «верстал» крестьян Комарицкой волости в драгунскую ратную службу и построил несколько городков и острожков на случай нападения крымских татар. В 1647 году севский воевода Замятня Леонтьев должен был выступить с полком в Белгород, на соединение с воеводами, князьями Никитой Ивановичем Одоевским и Борисом Андреевичем Репниным.
В 1648 году Замятня Фёдорович Леонтьев сообщал в Москву о полученных турецких, крымских, калмыцких и черкасских вестях о захвате восставшими запорожскими казаками польской крепости Кодак на Днепре.
В 1654 году стольник Замятня Фёдорович Леонтьев участвовал в первом походе царя Алексея Михайловича на Великое княжество Литовское. Во время смоленского похода З. Ф. Леонтьев был головой сотни жильцов.
Весной 1655 году стольник Замятня Фёдорович Леонтьев был назначен командующим передового русского корпуса, который был сформирован по царскому указу для очищения от польско-литовских отрядов верховьев р. Днепра и освобождения некоторых городов, занятых противником зимой 1654-1655 годов. 7 апреля З. Ф. Леонтьев с отрядом получил приказ идти в Красное и ждать там дальнейших распоряжений. 26 апреля по царскому приказу Замятня Леонтьев выступил из Красного на Дубровну, чтобы взять её и «стать в Дубровне в большом городе». З. Ф. Леонтьев подошел к Дубровне, разбил небольшой польско-литовский гарнизон и занял город. Заняв Дубровну, русские стали спешно её укреплять. 11 мая он получил приказ двигаться из Дубровны на Копысь. В тот же день З. Леонтьев занял город Оршу, а 13 мая — Копысь, где был встречен местным населением. Небольшие польско-литовские гарнизоны при приближении русского отряда отступили из Дубровны, Гор, Орши, Копыси и других мест с левого берега Днепра на правый берег и стали в Толочине. После взятия Дубровны, Орши и Копыси отряд З. Ф. Леонтьева должен был не допустить проникновения отрядов противника на левую сторону Днепра. Сам З.Ф Леонтьев был назначен воеводой в Дубровне, а потом в Копыси. Замятня Леонтьев сообщал в разряд о возвращении в Оршу местных жителей и о приводе в русское подданство жителей Орши и Копыси. В результате успешных действий отряда Леонтьева левый берег Днепра был очищен от польско-литовских гарнизонов. По царскому поручению Замятня Леонтьев назначил в села и деревни Смоленского уезда приставов для защиты местных крестьян от грабежа со стороны русских ратных людей.
В 1661 году стольник З. Ф. Леонтьев был отправлен к польскому королю Яну Казимиру Вазе для мирных переговоров. В 1662-1663 годах был послан в Царицын против крымских татар, вначале с князем Каспулатом Муцаловичем Черкасским, а затем с князем Григорием Сунчалеевичем Черкасским.
Царским указом (09 апреля 1662) из стольников пожалован Думным дворянином.
В 1663 году Замятня Леонтьев «со многими ратными людьми» — казанцами, атемирцами, симбирцами, дворянами и детьми боярскими выступил в поход из Царицына против восставших уфимских башкир.
В 1667-1669 годах думный дворянин Замятня (Василий) Фёдорович Леонтьев находился на воеводстве в Олонце.